# 自配位反应

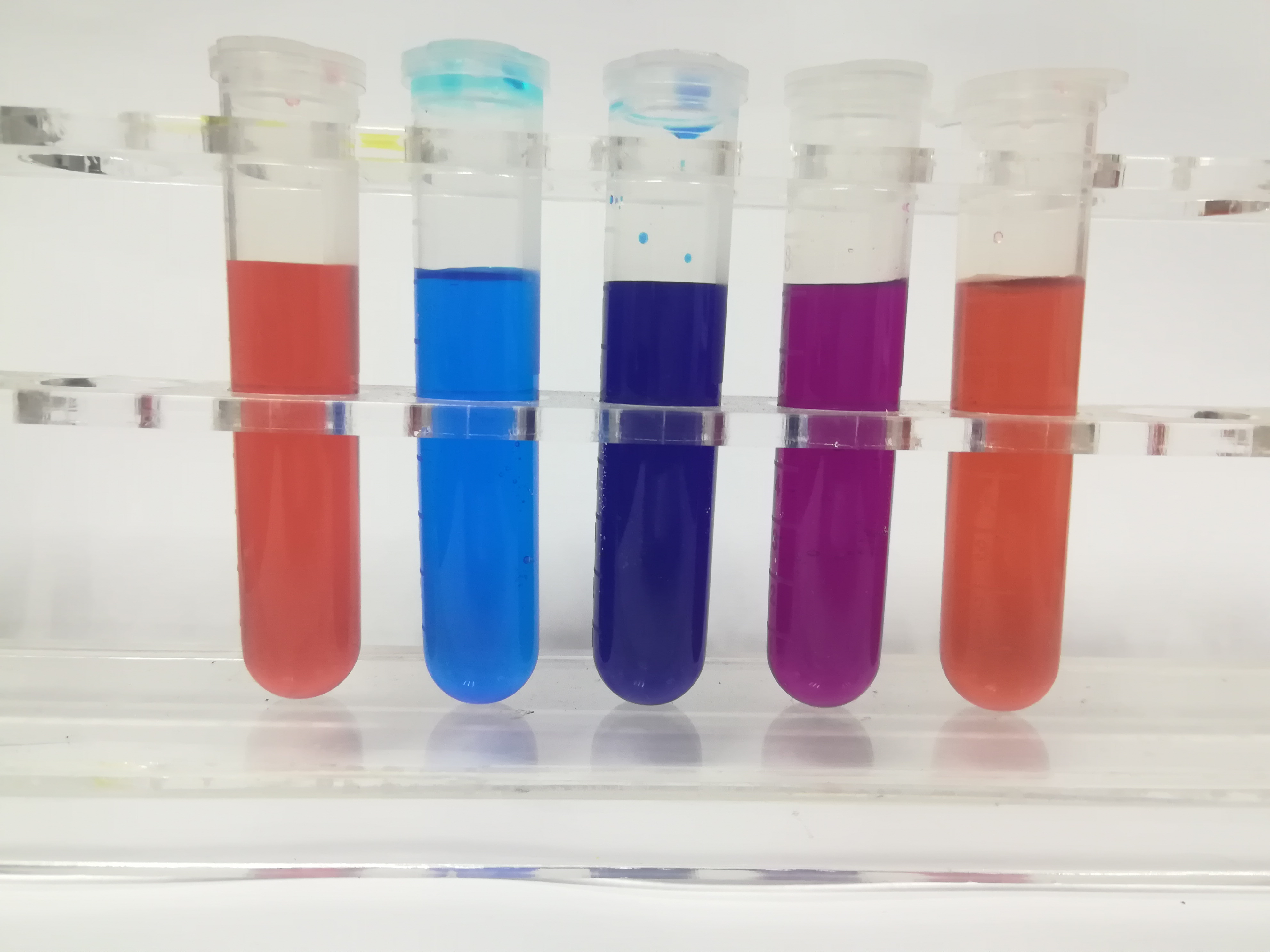
图中离心管的液体从左到右分别为：CoCl_{2}的水溶液、CoCl_{2}的浓盐酸溶液（含有[CoCl_{4}]^{2−}）、CoCl_{2}的DMSO溶液、Co(ClO_{4})_{2}的DMSO溶液（含有[Co(DMSO)_{6}]^{2+}）及Co(ClO_{4})_{2}的水溶液。其中，中间的离心管为CoCl_{2}和DMSO反应生成的自配合物，其颜色是[CoCl_{4}]^{2-}和[Co(DMSO)_{6}]^{2+}的混合颜色。

自配位反应又称自络合反应，是化合物在溶剂中和溶剂分子形成配合物，同时自身解离出的阴离子迅速形成配阴离子的反应。反应生成的配合物称作自配合物或自络合物（autocomplex）。
通常情况下，溶剂配体的给体数和与其竞争的阴离子配体相匹时，容易形成自配合物。例如Co2+和Br−的配位能力弱于Cl−，CoBr2可以在低给体数的溶剂形成自配合物，如碳酸-1,2-丙二酯和三甲基磷酸酯，而CoCl2则在二甲基亚砜中形成自配合物，CoBr2只会产生阳离子配合物。
2 CoCl2 + 6 DMSO ⇌ [Co(DMSO)6]2+ + [CoCl4]2−
CoBr2 + 6 DMSO ⇌ [Co(DMSO)6]2+ + 2 Br−
类似的反应也发生在其它金属盐上，如Fe3+和VO2+的氯化物在三甲基磷酸酯中生成自配合物，而叠氮化物在二甲基亚砜中生成自配合物。碘化镉在固相时（无溶剂）即自配位（Cd[CdI4]）。
自配合反应也会同时生成混合配体的配合物，如硫氰酸钴在二甲基乙酰胺中解离：
2 Co(NCS)2 + 6 DMA ⇌ [Co(NCS)(DMA)5]+ + [Co(NCS)3(DMA)]−
自配合物的稳定性和配体本身有关，如[Co(DMSO)6][CoCl4]遇水分解。